# Роби, Уэнди
Уэнди Роби (англ. Wendy Robie, род. 6 октября 1953) — американская актриса.
Родилась 6 октября 1953 года в Цинциннати, штат Огайо. Получила степень по английской литературе, а затем работала преподавателем английского языка в колледже. Начала актёрскую карьеру в театре, а с 1990 года начала сниматься в кино и на телевидении.
Наибольшую известность ей принесла роль одноглазой и эмоционально неуравновешенной Надин Харли в культовом сериале «Твин Пикс» (1990—1991). Также появилась в фильмах «Вампир в Бруклине», «Люди под лестницей», «Мерцающий», «Приют кошмаров», «Если бы весь мир был моим», и сериалах «Квантовый скачок», «Спасатели Малибу», «Нас пятеро», «Тёмные небеса» и многих других. В 2017 году Роби вновь сыграла Надин Харли в продолжении сериала «Твин Пикс».